# Prix Kelvin
 (novembre 2023).
Le prix Kelvin (en anglais : The Kelvin Medal and Prize) est un prix scientifique décerné par l'Institut de physique britannique (Institute of Physics). 

## Histoire
Le prix a été créé en 1994 à la mémoire de William Thomson, mieux connu sous le nom de Lord Kelvin, et est doté de 1 000 livres. 
Le prix est décerné chaque année en reconnaissance de contributions exceptionnelles à la compréhension publique de la physique, par exemple aux auteurs de non-fiction et aux journalistes.

## Récipiendaires
- 1996 : Frank Close
- 1997 : Brian W Delf
- 1998 : Lesley Glasser
- 1999 : John Anthony Scott
- 2000 : Colin Humphreys
- 2001 : Paul Davies
- 2002 : Peter Kalmus
- 2003 : Peter Barham
- 2004 : Michael Gluyas et Wendy Gluyas
- 2005 : Heather Reid (BBC Scotland, Physique pour les écoliers)
- 2006 : Kathy Sykes (Université de Bristol, initiatrice du Festival des sciences de Cheltenham, reportages télévisés)
- 2007 : Charles Jenkins (Université nationale australienne pour le développement de Lab in a Lorry)
- 2008 : Simon Singh
- 2009 : John D. Barrow
- 2010 : Brian Cox (professeur à Manchester, pour ses contributions à la radio et à la télévision)
- 2011 : Jim Al-Khalili (professeur à l'Université de Surrey)
- 2012 : Graham Farmelo (notamment pour sa biographie de Paul Dirac)
- 2013 : Jeff Forshaw (Université de Manchester)
- 2014 : Tim O'Brien (en) et Teresa Anderson (Université de Manchester)
- 2015 : Christopher Lintott (Université d'Oxford)
- 2016 : Brady Haran (en), Michael Merrifield et Philip Moriarty (Université de Nottingham, pour Sixty Symbols)
- 2017 : Wendy Sadler (Université de Cardiff, Science Made Simple)
- 2018 : Bobby Acharya (King's College de Londres)
- 2019 : Philip Ball (BBC)
- 2020 : Maggie Aderin-Pocock (University College London, BBC)
- 2021 : Robert P. Crease (Université Stony Brook, Physics World)
- 2022 : Sharon Ann Holgate (journaliste scientifique indépendante)
- 2023 : The School's Observatory (décerné à l'équipe : Stacey Habergham-Mawson, Emma Smith, Alison Keen, Jenifer Claydon, Christopher Leigh, Vicki Last, Andrew Newsam)